# Shock (1934)
Shock is een Amerikaanse oorlogsfilm uit 1934 onder regie van Roy J. Pomeroy, met in de hoofdrollen Ralph Forbes, Gwenllian Gill en Monroe Owsley. Destijds werd de film in Vlaanderen uitgebracht onder de titel Zinsverbijstering.

## Verhaal
Derek Marbury is een Britse luitenant tijdens de Eerste Wereldoorlog. Tijdens zijn verlof ontmoet hij Lucy Neville, in wie de kapitein van zijn compagnie Bob Hayworth ook een romantische interesse heeft, en wordt verliefd op haar. De twee trouwen hals over kop, maar net als ze aan hun huwelijksreis willen beginnen wordt Marbury's verlof ingetrokken vanwege een dreigend Duits offensief.
Eenmaal terug aan het front wordt zijn getuige en broer van de kapitein, Gilroy Hayworth, geselecteerd voor een gevaarlijke verkenningsmissie. Gilroy is zo overstuur over de missie dat hij zelfmoord pleegt in plaats van het gevaar onder ogen te zien. Om een familieschande te voorkomen, biedt Marbury aan mee te gaan op de missie en te doen alsof Gilroy gesneuveld is. Bob stemt in met het plan, maar tijdens de missie wordt Marbury gewond door een Duitse granaat en raakt bewusteloos. Hij ontwaakt in een ziekenhuis in Londen, zonder te weten wie of waar hij is.
Zonder zijn echte naam te kennen, geeft een ziekenhuismedewerker hem de naam John Drake. Nadat hij hersteld is, wordt hij terug naar het front gestuurd. Ondertussen is Bob Lucy gaan opzoeken en heeft haar verteld dat haar man hoogstwaarschijnlijk gedeserteerd is, in de hoop dat de schande Lucy ertoe zal brengen van Marbury te scheiden zodat Bob met haar kan trouwen. Lucy weigert dit te geloven en wijst Bob af.
Marbury wordt toegewezen aan een luchteenheid. In het daaropvolgende jaar onderscheidt hij zich in de strijd en raakt hij bevriend met kapitein Peabody en Alan Neville, die zonder dat ze het beiden weten, zijn zwager is. Tijdens hun volgende verlof zijn de drie vrienden van plan terug te gaan naar Engeland om Nevilles zus te bezoeken. Tijdens de volgende missie raakt Alan echter dodelijk gewond. Voordat hij sterft, laat hij Marbury/Drake beloven zijn zus te bezoeken en haar te vertellen hoe hij is gestorven.
Na de oorlog spoort Marbury/Drake, die ondertussen gepromoveerd is tot majoor, Lucy op. Zij heeft inmiddels een zoon, verwekt tijdens de eendaagse huwelijksreis met haar man voordat hij terug naar het front werd gestuurd. Hoewel ze hem herkent, laat ze niet blijken wie hij is, en Marbury/Drake stemt ermee in haar te helpen bij de zoektocht naar haar vermiste echtgenoot. Naarmate de zoektocht vordert, wordt hij voor de tweede keer verliefd op Lucy. Bob probeert Lucy nog steeds voor zich te winnen, en wanneer hij Drake in diskrediet probeert te brengen, noemt hij hem bij zijn echte naam, Marbury. Deze uitspraak activeert Marbury's geheugen. Hij raakt in een kortstondig delirium, maar wanneer hij weer bij zijn zinnen komt staat Lucy op hem te wachten en verzoenen de twee zich.

## Rolverdeling
| Acteur            | Personage                       |
| ----------------- | ------------------------------- |
| Ralph Forbes      | Derek Marbury, alias John Drake |
| Gwenllian Gill    | Lucy Neville Marbury            |
| Monroe Owsley     | kapitein Bob Hayworth           |
| Reginald Sharland | kapitein Peabody                |
| Mary Forbes       | Lady Heatherly                  |
| Douglas Walton    | Gilroy Hayworth                 |
| Billy Bevan       | Meadows                         |
| Clyde Cook        | Hawkins                         |
| Alex Courtney     | Alan Neville                    |
| David Holt        | Rickey Marbury                  |
| Charles Coleman   | kolonel                         |
| David Dunbar      | sergeant Matthews               |
| C. Montague Shaw  | majoor                          |
| Eric Snowden      | Cockney                         |
| Olaf Hytten       | adjudant                        |